# Хронични рекурентни мултифокални остеомијелитис
Хронични рекурентни мултифокални остеомијелитис (ХРМО) или хронични небактеријски остеомијелитис (ХНО) је аутоинфламаторни поремећај који узрокује бол изазван упалом у костима  која није узрокована инфекцијом. ХРМО је најтежа презентација у спектру хроничног небактеријског остеомијелитиса (ХНО) који се манифестује као подмукли, стерилни, аутоинфламаторни поремећај који утиче на кости код деце и адолесцената са карактером раста и опадања, али је обично гори ноћу.
Три главна патофизиолошка механизма за која се претпоставља да покрећу ХРМО укључују неуравнотежену експресију цитокина, повећану активацију инфламасома и појачану диференцијацију остеокласта. Стога су терапије засноване на циљању и сузбијању ових кључних чинилаца код пацијената са ХРМО.
Болест је мултифокална јер се може појавити у различитим деловима тела, али пре свега костима, и зато се сврстава у остеомијелитис јер је веома сличан тој болести, иако се сматра да је ХРМО без инфекције.
За дијагнозу хроничног рекурентног мултифокалног остеомијелитиса  могу бити потребни месеци до године.  

## Дефиниције
Дефиниција ХРМО се развија. Многи лекари и чланци описали су ХРМО као аутоимуну болест која има симптоме сличне остеомијелитису, али без инфекције. Неки лекари су мислили да је ХРМО повезан са САПХО синдромом. Истраживања сада класификују ХРМО као наследну аутоинфламаторну болест, али тек треба да се изолују тачан ген или други одговоран узрок.

## Историја
Хронични рекурентни мултифокални остеомијелитис  први је описао Гиедион 1972. године као ...необичан облик мултифокалних лезија костију са субакутним и хроничним симетричним остеомијелитисом.

## Класификација
Због своје инфламаторне природе, рекурентних напада и недостатка било којег познатог патогена, ХРМО је рекласификован као аутоинфламаторна болест. Ова конкретна класификација обухвата оба наследна типа (породична медитеранска грозница, недостатак мевалонат киназе, периодични синдром повезан са ТНФ рецептором, периодични синдром повезан са криопирином, Блау синдром, пиогени стерилни артритис, пиодерма гангренозум и акне) и мултифакторни синдром, ХРМО синдром болести). 
ХРМО се више не сматра аутоимуном, већ наследном, аутоинфламаторном болешћу.

## Епидемиологија
Раније се сматрало да је ХРМО ретка појава, која се јавља код око 0,4 од 100.000 људи годишње. Како се препознавање ХРМО повећава, чини се да је то чешће од наведеног. У ствари, ХРМО може бити скоро једнако честа као и инфекције костију. Просечна старост у којој ХРМО  почиње је 9 до 10 година. Болешћу је погођено више девојчица него дечака.

## Етиологија
Неки стручњаци верују да су открили везу између ХРМО са ретким алелом маркера Д18С60, што је резултирало релативним ризиком хаплотипа (ХРР) 18. Други стручњаци су открили да „мутације у ЛПИН2 изазивају синдромски облик хроничног рекурентног мултифокалног остеомијелитиса познатог као Мајед синдром, док мутације у пстпип2 узрокују мишји облик поремећаја. Улоге ЛПИН2 и хуманог хомолога пстпип2, који узрокује хронични рекурентне мултифокалне остеомијелитиса су неизвесне.

## Патофизиологија
Молекуларна патофизиологија која лежи у основи ХРМО није у потпуности схваћена. Међутим, општи консензус истраживача наглашава кључну улогу дисрегулације цитокина у олакшавању „спорадичног“ или непородичног облика ХМО.
Временска и просторна регулација експресије цитокина није само неопходна за контролу упале, већ и диференцијацију остеопрогениторних ћелија. Губитак хомеостазе између про- и антиинфламаторних цитокина може имати снажан утицај на покретање ремоделирања костију у правцу ресорпције. Овај процес у великој мери зависи од активатора остеопротегерина (ОПГ)/рецептора осе нуклеарног фактора-κБ лиганда (РАНКЛ). Активатор рецептора нуклеарног фактора-кБ (РАНК) експримиран је преко прекурсора остеокласта и везује РАНК лиганд (РАНКЛ) на површинским мембранама остеобласта. Ово везивање иницира диференцијацију прогенитора остеокласта у зрели, ресорбујући остеокласт. У међувремену, протеин ОПГ произведен од остеобласта инхибира овај процес везивањем за РАНКЛ, чиме се спречава активација РАНКЛ.
Раније је показано да моноцити добијени од пацијената са ХРМО имају ослабљену експресију ИЛ-10 као одговор на стимулацију рецептора 4 (ТЛР-4) липополисахарида (ЛПС). Ослабљена МАПКс/ЕРК сигнализација резултирала је смањеним нуклеарним шатлингом сигналног протеина 1 фактора транскрипције (СП-1) и, према томе, смањеним везивањем СП-1 за регион промотора ИЛ-10. Поред тога, промена у ЕРК сигнализацији је довела до епигенетске модификације на ИЛ-10 промотору; смањена фосфорилација хистона Х3 серина 10 (Х3С10) додатно је ометала експресију ИЛ-10. Предложено је да исти механизми могу објаснити нижу експресију ИЛ-19.
Смањење регулације ИЛ-10 може допринети остеокластогенези омогућавањем повећане активације инфламасома, посебно пиринског домена НЛР породице који садржи 3 (НЛРП3) инфламазом. Ово повећање је приказано кроз повишене нивое мРНК протеина који кодирају компоненте инфламазома повезане са тачкастим протеином повезаним са апоптозом који садржи домен за регрутовање каспазе или ЦАРД (АСЦ), НЛРП3 и каспазу-1. Овај склоп протеина игра улогу у активацији ИЛ-1β, проинфламаторног цитокина чија је експресија такође обично повишена у мононуклеарним ћелијама периферне крви (ПБМЦ) изолованим од ЦРМО пацијената. Сходно томе, манифестује се инверзна веза између нивоа анти- и проинфламаторних цитокина. У моноцитима пацијената са ЦРМО, смањење активације инфламасома након ко-културе са рекомбинантним ИЛ-10 додатно поткрепљује предложену имуномодулаторну функцију ИЛ-10 на инфламазомима. Исто је такође примећено код мишева са недостатком ИЛ-10 и повезано је са инфламаторном ресорпцијом костију.
Поред горе поменуте регулације молекуларне сигнализације експресије ИЛ-10, генетске варијанте региона промотора ИЛ-10 такође могу послужити у претходном одређивању нивоа транскрипције. Три главна блока хаплотипа промотера (ГЦЦ, АЦЦ и АТА) су идентификована и повезана са способношћу ИЛ-10 промотера да регрутује СП-1 транскрипциони фактор (високи до ниски). Изненађујуће, већина пацијената са ЦРМО у кохорти је показала блокове хаплотипа који су кодирали за „високу“ експресију ИЛ-10 (ГЦЦ). Иако нису били у могућности да научно потврде разлоге који стоје иза овога, аутори су претпоставили да су пацијенти са ХРМО са „ниском“ експресијом ИЛ-10 промоторских хаплотипских блокова (АЦЦ и АТА) можда развили и дијагностиковани са различитим и тежим аутоинфламаторним стањима.
„Моногени“ или породични аутоинфламаторни поремећаји ХНО и њихове повезане мутације су такође повезане са дисрегулацијом ИЛ-1β. На пример, мутација гена ЛПИН2 код Мајеедовог синдрома, коју карактерише ХРМО, доводи до дефектних рецептора П2Кс47 на макрофагима, што доводи до појачане регулације НЛРП3 инфламасома и повећане активације ИЛ-1β. Слично, мутација протеина 1 која интерагује на пролин-серин-треонин фосфатазу (ПСТПИП) у синдрому пиогеног артритиса, пиодерме гангренозум и акни (ПАПА) узрокује већу активацију инфламасома пирина и повишене нивое ИЛ-1β. Синдром недостатка ИЛ-1 рецептор антагониста (ДИРА) такође се манифестује повишеним нивоима ИЛ-1β; међутим, то је због мутација у гену ИЛ1РН. Треба напоменути да већина пацијената са ХРМО нема моногену болест. Без обзира на то, напори су посвећени истраживању могућих генетских предиспозиција у ХРМО кохортама.
Два гена за осетљивост на ХНО/ХРМО су недавно идентификована коришћењем секвенцирања целог егзома. Мутације у гену ФБЛИМ1 идентификоване су код два неповезана јужноазијска ХРМО пацијента и умешане су у промовисање диференцијације остеокласта и ресорпције костију спречавањем регулације активације РАНКЛ. Пријављено је да оба пацијента имају блокове хаплотипа повезане са „ниском“ експресијом ИЛ-10. Узимајући у обзир чињеницу да је експресија ФБЛИМ1 посредована СТАТ3 сигнализацијом, која зависи од активације ИЛ-10, сугерисано је да њихова ниска експресија ИЛ-10 може допринети губитку функције ЛИМ протеина 1 (ФБЛИМ1) који се везује за филамин. Још две мутације у гену вируса Гарднер-Рашид мачјег саркома (в-фгр, или ФГР ), који кодира за члана породице Сцр киназе, такође су показале помоћну улогу у патогенези асептичне упале костију код два ХРМО пацијента, као и код мишјих модела. Међутим, овај допринос је дат преко мастоцита и неутрофила, где је ген ФГР претежно експримиран и илустровано је да се ради независно од инфламасома НЛРП3.

## Клиничка слика
Симптоми и знаци ХРМО могу укључивати бол у костима и зглобовима, црвенило или упалу коже, инфламаторну болест црева, псоријазу и лезије на длановима и табанима налик на пликове.

## Дијагноза
ХРМО се дијагностикује искључењем других болести, пре постављања дијагнозе. Генерално, потребно је много тестова, као што су тестови крви, рендгенски снимци, скенирање костију, магнетна резонанца и често биопсија костију.

## Терапија
ХРМО  начелно лечи лекар специјалиста (педијатријски реуматолог) који има искуства са пацијентима са овом болешћу
Циљеви лечења ХРМО укључују:
- смањење упале
- спречавање оштећење костију и деформације костију
- смањите бола

Коко се ХРМО различит за сваког пацијента, терапија није истоветна за све пацијенте, па се мора  испроба неколико лекова пре него што пронађе онај који им одговара. У тешким случајевима, лекари могу комбиновати лекове за лечење болести.  Код неких пацијената са ХРМО, болест се може лечити нестероидним антиинфламаторним лековима (НСАИД). НСАИЛ су прва линија лечења. Међутим, ако НСАИЛ нису ефикасни, или ако болесник не толерише добро НСАИЛ, доступни су третмани друге линије.
| Линија       | Лекови |
| ------------ | --- |
| Прва линија  | Напроксен (Алеве), Целекоксиб (Целебрек), Мелоксикам (Мобиц), Пироксикам (Фелдене), Индометацин (Индоцин), Диклофенак (Волтарен)                                                                    |
| Друга линија | Преднизон/Преднизолон), Метотрексат (Отрекуп, Расуво, Трекалл), Сулфасалазин (Азулфидин), Памидронат (Аредиа), Золедронску киселину (Зомета), Адалимумаб (Хумира), Етанерцепт (Енбрел), Инфмицалиде |

Ови лекови се такође користе код деце са другим инфламаторним и/или коштаним стањима. Нежељени ефекти се могу јавити током узимања ових лекова.

## Прогноза
Прогноза ће зависити од индивидуалне болести пацијента и одговора на лечење.  